# August Braun (Politiker)
Johann August Braun (* 21. Oktober 1820 in Hersfeld; † 28. September 1879 ebenda) war ein Politiker und Reichstagsabgeordneter.

## Leben und Wirken
August Braun war ein Sohn des Abgeordneten Johann Bernhard Braun. Er besuchte das Gymnasium in Hersfeld, die höhere Gewerbeschule in Kassel und studierte anschließend in Berlin Naturwissenschaften. Danach war er als Tuchfabrikant im Raum Hersfeld tätig. Braun war führendes Mitglied im Handels- und Gewerbeverein Hersfeld. Weiterhin war er Mitglied im Stadtrat und im Vorstand der Bürgerschule von Hersfeld.
1862 bis 1866 war Braun Mitglied der kurhessischen Ständeversammlung. Weiterhin war er seit 1867 Deputierter für den Kreistag von Hersfeld und Abgeordneter im Hessischen Kommunallandtag.
August Braun gehörte dem Konstituierenden Reichstag und 1867 bis 1870 dem Reichstag des Norddeutschen Bundes an. 1871 bis 1874 vertrat Braun den Reichstagswahlkreis Regierungsbezirk Kassel 6 (Hersfeld – Rotenburg – Hünfeld), der ihn bereits 1867 gewählt hatte, im deutschen Reichstag. Dort gehörte er den Nationalliberalen an. In das Preußische Abgeordnetenhaus wurde Braun ebenfalls im Wahlkreis 6 Kassel für die Sessionen 10 bis 12, 1867 bis 1876, gewählt. Auch dort gehörte er den Nationalliberalen an.